# Liste du patrimoine mondial au Pakistan
Cet article recense les sites inscrits au patrimoine mondial au Pakistan.

## Statistiques
Le Pakistan ratifie la Convention pour la protection du patrimoine mondial, culturel et naturel le 23 juillet 1976. Les premiers sites protégés sont inscrits en 1980.
A ce jour, le Pakistan compte six sites culturels inscrits au patrimoine mondial. 
Le pays a également soumis 26 sites culturels à la liste indicative (inventaire des biens que chaque État partie a l'intention de proposer pour inscription).

## Listes

### Patrimoine mondial
Les sites suivants sont inscrits au patrimoine mondial.
| Site                                                            | Province           | Type                       | Date | Superficie (ha) | Lien | Notes | Coordonnées                       | Illus. |
| --------------------------------------------------------------- | ------------------ | -------------------------- | ---- | --------------- | ---- | ----- | --------------------------------- | ------ |
| Fort de Rohtas                                                  | Pendjab            | Culturel, (ii), (iv)       | 1997 |                 | 586  |       | 32° 57′ 47″ nord, 73° 35′ 20″ est |        |
| Fort et jardins de Shalimar à Lahore                            | Pendjab            | Culturel, (i), (ii), (iii) | 1981 |                 | 171  |       | 31° 35′ nord, 74° 19′ est         |        |
| Monuments historiques à Makli, Thatta                           | Sind               | Culturel, (iii)            | 1981 |                 | 143  |       | 24° 46′ 01″ nord, 67° 54′ 00″ est |        |
| Ruines archéologiques de Mohenjo Daro                           | Sind               | Culturel, (ii), (iii)      | 1980 | 240             | 138  |       | 27° 19′ 44″ nord, 68° 08′ 20″ est |        |
| Ruines bouddhiques de Takht-i-Bahi et vestiges de Sahr-i-Bahlol | Khyber Pakhtunkhwa | Culturel, (iv)             | 1980 |                 | 140  |       | 34° 19′ 16″ nord, 71° 56′ 46″ est |        |
| Taxila                                                          | Pendjab            | Culturel, (iii), (vi)      | 1980 |                 | 139  |       | 33° 46′ 44″ nord, 72° 53′ 17″ est |        |

### Liste indicative
Les sites suivants sont inscrits sur la liste indicative .
| Site                                                                                          | Province           | Type                       | Date | Superficie (ha) | Lien | Notes | Coordonnées                       | Illus. |
| --------------------------------------------------------------------------------------------- | ------------------ | -------------------------- | ---- | --------------- | ---- | ----- | --------------------------------- | ------ |
| Décrets rupestres de Mansehra                                                                 | Khyber Pakhtunkhwa | Culturel (ii), (iii), (vi) | 2004 |                 | 1881 |       | 34° 19′ 59″ nord, 73° 10′ 01″ est |        |
| Décrets rupestres de Shahbazgarhi                                                             | Khyber Pakhtunkhwa | Culturel (i), (ii), (vi)   | 2004 |                 | 1880 |       | 34° 12′ nord, 72° 09′ est         |        |
| Derawar et les Forts du Désert du Cholistan                                                   | Penjab             | Culturel (iii), (v)        | 2016 |                 | 6108 |       |                                   |        |
| Forêt de genévriers de Ziarat                                                                 | Baloutchistan      | Naturel (x)                | 2016 |                 | 6116 |       |                                   |        |
| Fort de Baltit                                                                                | Gilgit-Baltistan   | Culturel (i), (ii)         | 2004 |                 | 1882 |       | 36° 19′ 59″ nord, 74° 39′ 00″ est |        |
| Fort Rani, Dadu                                                                               | Sind               | Culturel                   | 1993 |                 | 1284 |       | 25° 53′ 49″ nord, 67° 54′ 11″ est |        |
| Le Salt Range et la mine de sel de Khewra                                                     | Penjab             | Mixte (v), (viii)          | 2016 |                 | 6118 |       |                                   |        |
| Mausolée de Hazrat Rukn-e-Alam, Multan                                                        | Pendjab            | Culturel                   | 1993 |                 | 1282 |       | 30° 10′ 59″ nord, 71° 30′ 00″ est |        |
| Mausolée de Shah Rukn-e-Alam                                                                  | Pendjab            | Culturel (iii), (iv), (vi) | 2004 |                 | 1884 |       | 30° 10′ 59″ nord, 71° 30′ 00″ est |        |
| Minar et citerne de Hiran, Shekhupura                                                         | Pendjab            | Culturel                   | 1993 |                 | 1281 |       | 31° 45′ nord, 73° 57′ est         |        |
| Mosquée de Badshahi, Lahore                                                                   | Pendjab            | Culturel                   | 1993 |                 | 1277 |       | 31° 36′ nord, 74° 21′ est         |        |
| Mosquée de Shâh Jahân, Thatta                                                                 | Sind               | Culturel                   | 1993 |                 | 1286 |       | 24° 46′ 01″ nord, 67° 58′ 59″ est |        |
| Mosquée de Wazir-Khan, Lahore                                                                 | Pendjab            | Culturel                   | 1993 |                 | 1278 |       | 31° 36′ nord, 74° 21′ est         |        |
| Parc national de Deosai                                                                       | Gilgit-Baltistan   | Naturel (ix), (x)          | 2016 |                 | 6115 |       |                                   |        |
| Parc national du Karakorum Central                                                            | Gilgit-Baltistan   | Naturel (viii), (ix)       | 2016 |                 | 6112 |       |                                   |        |
| Paysage culturel de Hingol                                                                    | Baloutchistan      | Culturel (iii), (vi)       | 2016 |                 | 6109 |       |                                   |        |
| Paysage culturel de Nagarparkar                                                               | Sind               | Culturel (iii), (iv)       | 2016 |                 | 6111 |       |                                   |        |
| Paysage culturel du Système des Karez                                                         | Baloutchistan      | Culturel (iii), (vi)       | 2016 |                 | 6110 |       |                                   |        |
| Port de Banbhore                                                                              | Sind               | Culturel (iv), (v), (vi)   | 2004 |                 | 1885 |       | 25° 34′ 01″ nord, 68° 30′ 29″ est |        |
| Site archéologique de Harappa                                                                 | Pendjab            | Culturel (ii), (iv)        | 2004 |                 | 1878 |       | 30° 06′ 00″ nord, 72° 07′ 59″ est |        |
| Site archéologique de Mehrgarh                                                                | Baloutchistan      | Culturel (iii), (iv)       | 2004 |                 | 1876 |       | 29° 12′ 47″ nord, 67° 40′ 16″ est |        |
| Site archéologique de Ranigat                                                                 | Khyber Pakhtunkhwa | Culturel (ii), (iv)        | 2004 |                 | 1879 |       |                                   |        |
| Site archéologique de Rehman Dheri                                                            | Khyber Pakhtunkhwa | Culturel (i), (ii)         | 2004 |                 | 1877 |       | 31° 30′ 00″ nord, 70° 05′ 20″ est |        |
| Tombeaux de Bibi Jawindi, Baha'al-Halim et Ustead et Tombeau et mosquée de Jalaluddin Bukhari | Pendjab            | Culturel (ii), (iv), (vi)  | 2004 |                 | 1883 |       | 29° 13′ 59″ nord, 71° 04′ 01″ est |        |
| Tombes de Chaukhandi, Karachi                                                                 | Sind               | Culturel                   | 1993 |                 | 1287 |       | 24° 51′ 50″ nord, 67° 16′ 16″ est |        |
| Tombeaux de Jahângîr, Asif Khan et Akbari Sarai, Lahore                                       | Pendjab            | Culturel                   | 1993 |                 | 1279 |       |                                   |        |